# Virslīga 2005
In 2005 werd het 31ste voetbalseizoen gespeeld van de Letse Virslīga. De competitie werd gespeeld van 10 april tot 5 november. Liepājas Metalurgs doorbrak de hegemonie van Skonto Riga en werd zo de eerste kampioen buiten Skonto sinds de hernieuwde onafhankelijkheid. 

## Eindstand
| Plaats | Club               | Wed. | W  | G | V  | Saldo | Ptn. |
| ------ | ------------------ | ---- | -- | - | -- | ----- | ---- |
| 1.     | Liepājas Metalurgs | 28   | 22 | 5 | 1  | 85-19 | 71   |
| 2.     | Skonto Riga        | 28   | 17 | 7 | 4  | 59-25 | 58   |
| 3.     | FK Ventspils       | 28   | 16 | 7 | 5  | 56-30 | 55   |
| 4.     | Dinaburg FC        | 28   | 9  | 8 | 11 | 37-43 | 35   |
| 5.     | FK Riga            | 28   | 9  | 7 | 12 | 32-46 | 34   |
| 6.     | FK Jūrmala         | 28   | 9  | 5 | 14 | 37-38 | 32   |
| 7.     | Olimps Riga        | 28   | 5  | 4 | 19 | 24-68 | 19   |
| 8.     | FK Venta           | 28   | 2  | 3 | 23 | 18-79 | 9    |

|  | Kampioen, geplaatst voor eerste voorronde UEFA Champions League 2006/07 |
|  | Geplaatst voor voorronde UEFA Cup 2006/07                               |
|  | Geplaatst voor eerste ronde Intertoto Cup 2006                          |
|  | Deelname promotie/degradatie play-off                                   |
|  | Degradatie                                                              |

## Promotie/Degradatie play-off
|                  |             |                            |           |                        |
| 11 november 2005 | Olimps Riga | 4 – 0                      | FK Ditton | Riga Toeschouwers: 500 |
| 11 november 2005 |             | 52' Pertia 90+2' Modebadze |           | Riga Toeschouwers: 500 |

## Kampioen
| Virslīga 2005                            |
| Letland                                  |
| ---------------------------------------- |
| LIEPAJĀJAS METALURGS Kampioen (1° titel) |